# Adressbuch der Stadt Hannover

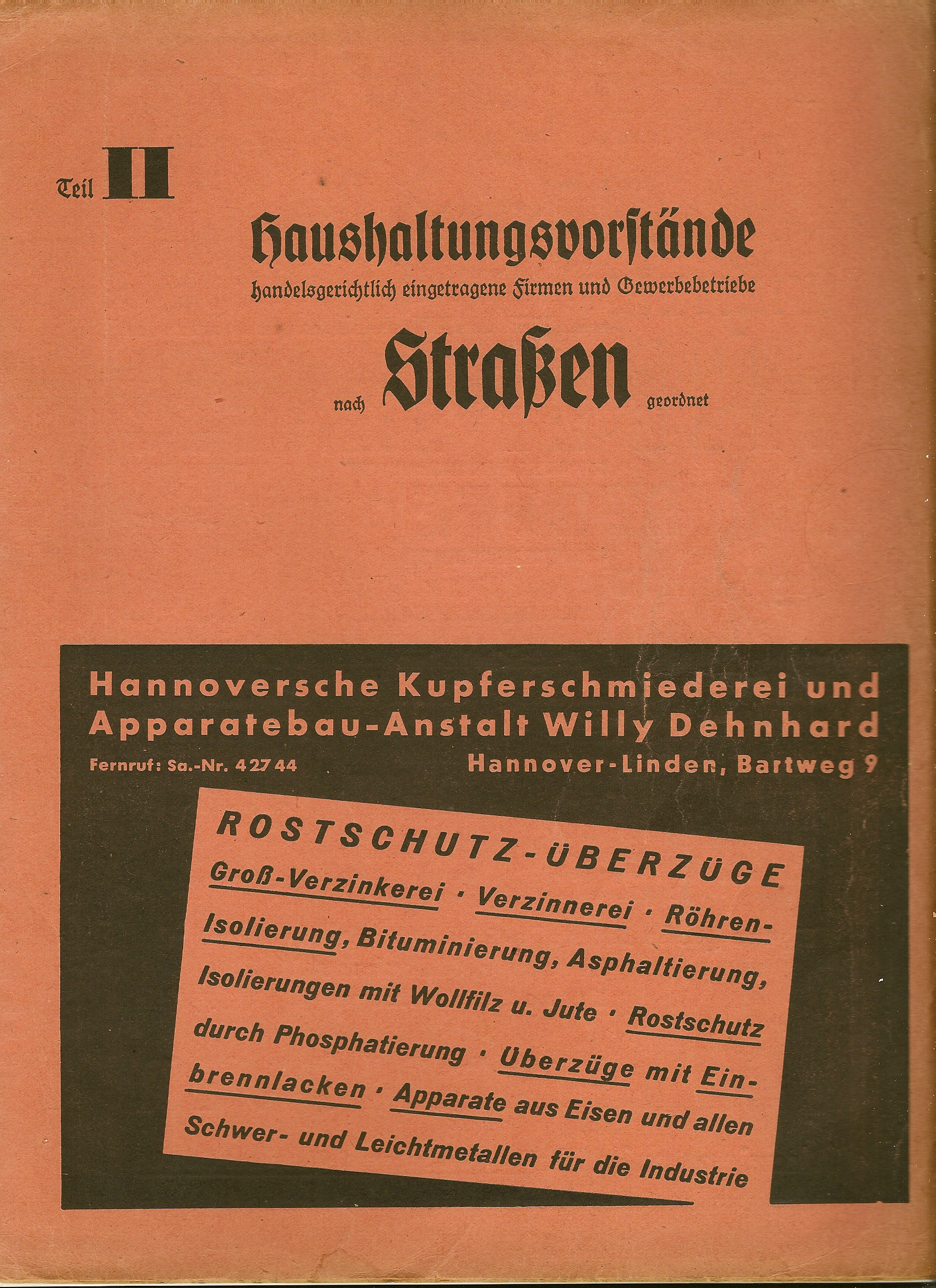
Adressbuch der Stadt Hannover 1942, Vorderseite zu Teil II mit Daten der Haushaltsvorstände, nach Straßen geordnet

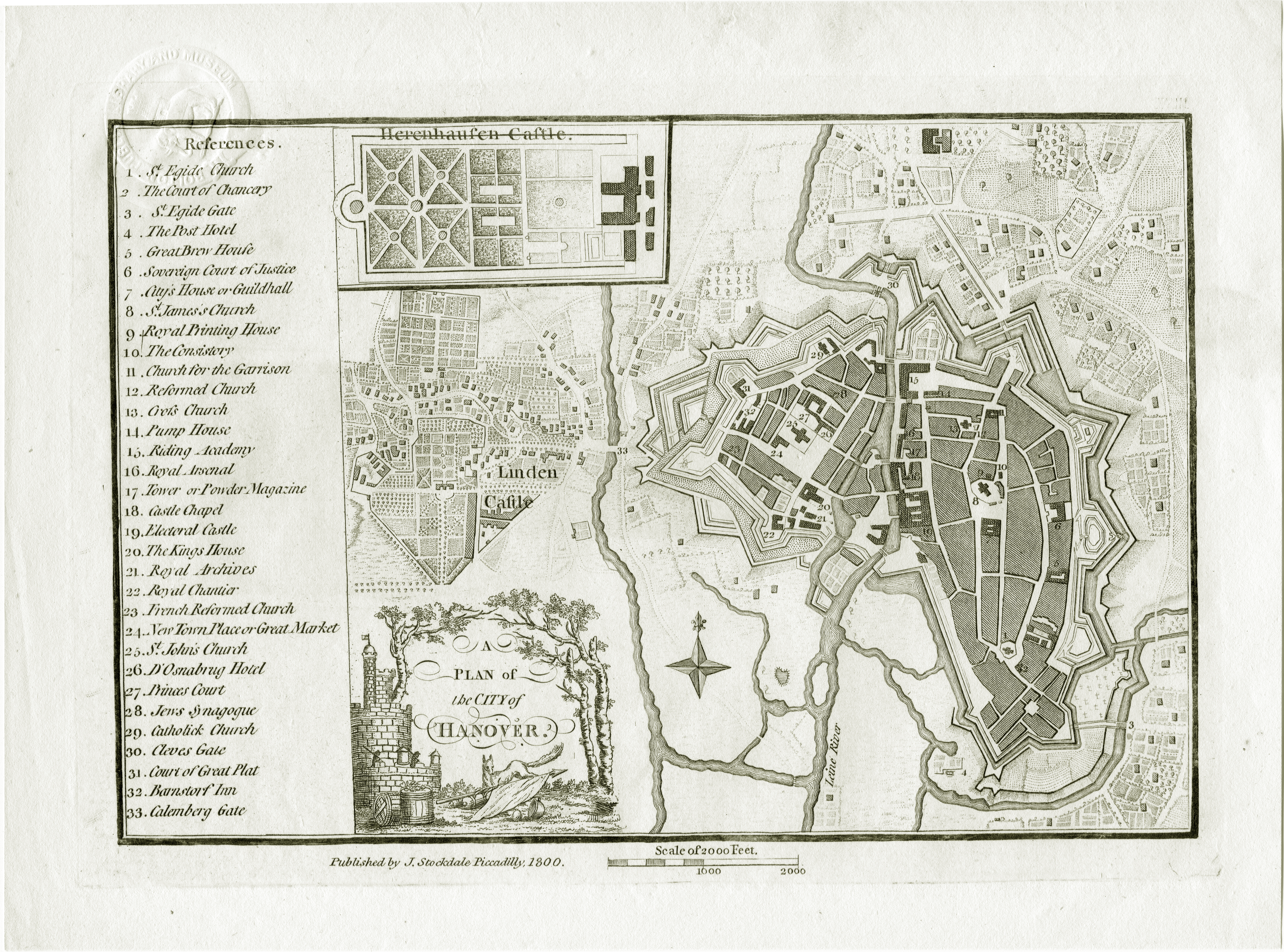
Um 1800: Stadtplan Hannover zur Zeit der Entstehung des ersten Adressbuches, mit der Calenberger Neustadt und Linden

Das Adressbuch der Stadt Hannover wurde – mit teils leicht veränderten Namen – seit 1798 jährlich herausgegeben mit Ausnahme in einigen Kriegsjahren. Die Ausgabe von 2004 war das letzte gedruckte Adressbuch der Stadt Hannover. Die Bücher gelten als „wertvolle Quelle für die Stadtgeschichte des 19. [und 20.] Jahrhunderts“.
In den Adressbüchern Hannovers spiegelt sich der tiefgreifende Wandel von der ehemals handwerklich orientierten Agrargesellschaft zum flächenumfassenden Industriestandort wider, begleitet von der Verdoppelung der Bevölkerung zwischen 1800 und 1850 und deren Verachtfachung bis 1900. Zur Geschichte der Juden in Hannover liefert bereits die Erstausgabe von 1798 einige Hinweise. Der Vergleich der Adressbücher der 1930er/40er Jahre macht Ereignisse wie die Aktion Lauterbacher von September 1941 und die anschließenden Verwüstungen durch die Luftangriffe auf Hannover sichtbar. Die Zuwanderung durch Heimatvertriebene und Flüchtlinge aus dem Osten, der Wiederauf- und Ausbau in der Nachkriegszeit, speziell der Umbau der Stadt unter Stadtbaurat Rudolf Hillebrecht, werden in den Adressbüchern sichtbar. Der Vergleich mit den späten Ausgaben zeigt darüber hinaus das Ende des Industriezeitalters auf und den Beginn der modernen Dienstleistungsgesellschaft sowie die ersten Schritte in das Zeitalter des Internets, das letztlich das Ende gedruckter Adressbücher einleitete.
Bis 1924 wurden die Adressbücher von Lamminger bzw. den Nachfolgern Klindworth und Pokrantz gedruckt, später von der Deutschen Adressbuch-Gesellschaft August Scherl und ab 1949 vom Walter Dorn Verlag.

## Erste Ausgaben

### 1795 – der Vorläufer
Im Jahr 1795 brachte der Cammermeister und Commerz-Rath Christian Ludwig Albrecht Patje ein Werk heraus mit dem Titel Kurzer Abriß des Fabriken-, Gewerbe-, und Handlungs-Zustandes in den Chur-Braunschweig-Lüneburgischen Landen. Im Vorwort hieß es:

„Unterrichtet zu seyn, kann nie genug zum Bedürfnis gemacht werden. ... Wer zu dem Umtriebe der Kenntnisse, und zu den Belehrungen seiner Mitbürger beytragen kann, hat eine gewisse Verbindlichkeit, es nicht zu unterlassen.“

### Der erste Jahrgang von 1798

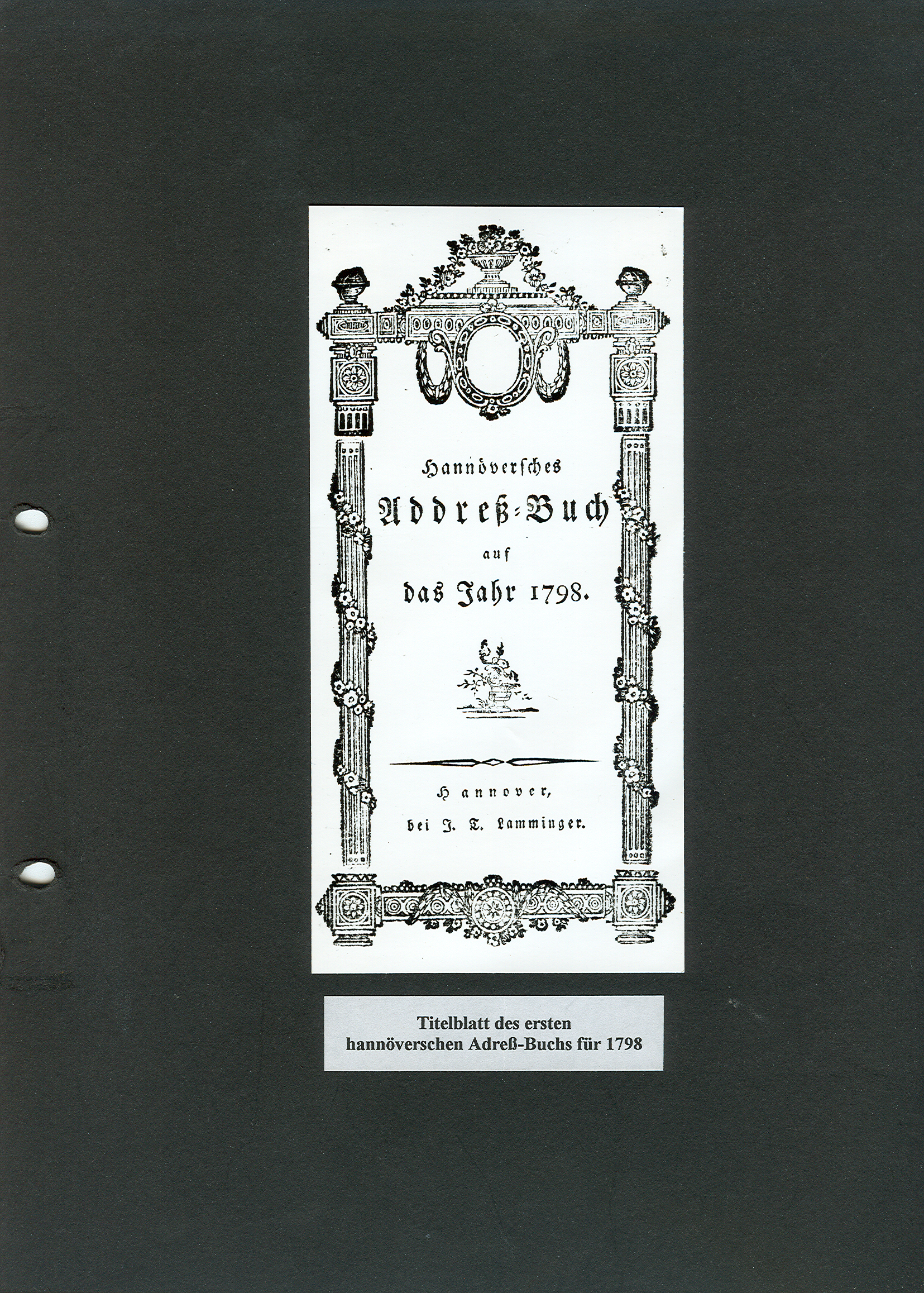
Titelblatt des ersten hannöverschen Adreß-Buchs für 1798

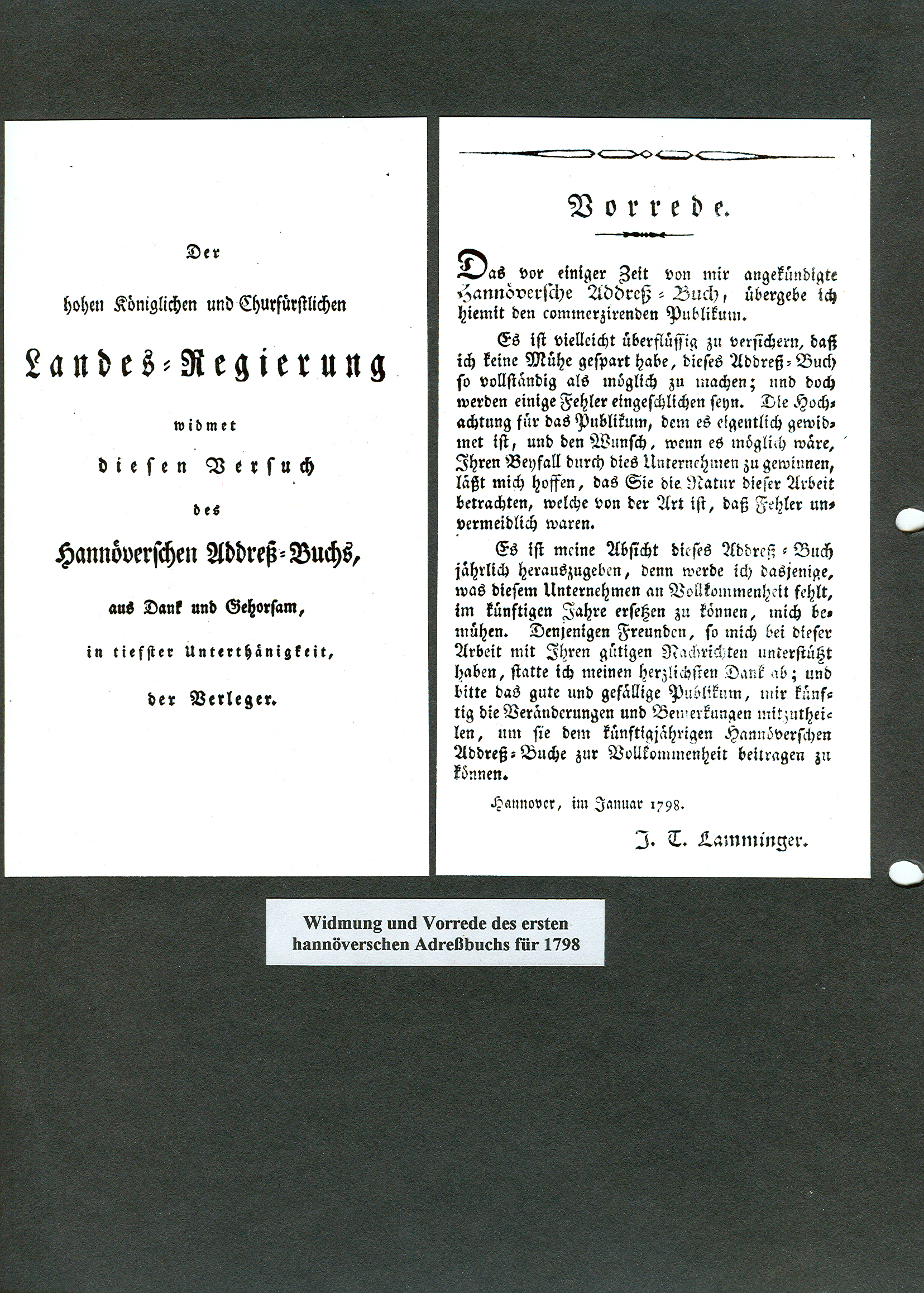
Widmung und Vorrede zum ersten hannöverschen Adressbuch

Das erste Adressbuch von Hannover wurde vom Hofbuchdrucker Johann Thomas Lamminger, der die Daten auch gesammelt hatte, gedruckt und erschien im Januar 1798. Seine Tätigkeit dafür beschrieb er:

„Ich ließ mich in jedem Hause nach jedem einzelnen Bewohner erkundigen, damit mein Unternehmen der erwünschten Vollständigkeit und Genauigkeit wenigstens einigermaßen nahekommen möge.“

Das Buch enthielt die Namen der so ermittelten Einwohner noch nicht in alphabetischer Sortierung, sondern gliederte die Menschen nach Ständen und Berufen. Nach dem eigentlichen Adressbuch fand sich am Ende auch eine Liste jüdischer Einwohner der damals noch selbstständigen Calenberger Neustadt. Das Buch war gegliedert in:
- Gelehrte, Kaufleute, Krämer, Fabrikanten, Künstler
- Professionisten und Handwerker
- Aubergisten, Billiardeurs, Gast- und Speisewirte
- Mietkutscher, Kärrner und Lohnbedienstete

Darüber hinaus enthielt es ein Verzeichnis der Handel und Gewerbe betreibenden Judenschaft auf der Calenberger Neustadt.
Ludwig Hoerner zitiert aus dem Vorwort der hundertjährigen Jubiläumsausgabe Ende 1896, dass die erste Ausgabe nicht nur dem „commerzirendem Publikum“ gewidmet gewesen sei, sondern aus den drei Teilen
- Adressbuch „qualificirter“ Gewerbetreibender und Anderer sowie Behörden
- „Stadt-Handbuch“
- „Verkehrs-Handbuch“

bestanden habe und viertens eine (unvollständige) „Gewerbe-Chronik“ und Berufe-Listung begründet habe.

## Ausgaben im 19. Jahrhundert
Die auf den ersten Jahrgang folgenden Ausgaben wurden inhaltlich immer wieder verändert und erweitert.
Nach 1812 wurde die schon von Beginn an geplante Vollständigkeit der Adressbücher Hannovers zuverlässiger: Den Büchern wurde ein Stände- und Gewerbe-Verzeichnis beigefügt, wo Fremde Namen und Anschriften von Gewerbetreibenden – nach Branchen gegliedert – finden konnte.
Das Adressbuch Hannover von 1825 erfasste – nach der Vereinigung von Alt- und Neustadt 1824 – auch schon einen Teil der Einwohner zu Herrenhausen, Linden und außer den übrigen Thoren mit der Bemerkung ihres Geschäfts....
Die Bürger und Gewerbetreibenden verstanden also – anders als die Obrigkeit – auch schon manche solcher Menschen als zu Hannover gehörig, die ihrem Arbeitsplatz zum Beispiel in Herrenhausen, Hainholz oder Limmer nachgingen.
In den 1840er Jahren folgt der Neueinführung der anfangs kurz gefassten
- Andeutungen für Fremde mit Hinweisen zu Bibliotheken, Klubs, Bädern, Schulen und Gaststätten, Post- und Reiseverkehr

die Erweiterung um ein
- Statistisches Jahrbuch mit Angaben zu Recht und Polizei, Verkehr und Handel, Märkten und Marktpreisen sowie eine Beschreibung der Sehenswürdigkeiten Hannovers.

Ab 1846 fügten die Herausgeber einen „Allgemeinen Geschäftsanzeiger“ (AG) an, der den Adressbüchern von Hannover – häufig ganzseitige – Werbeinserate angliederte.

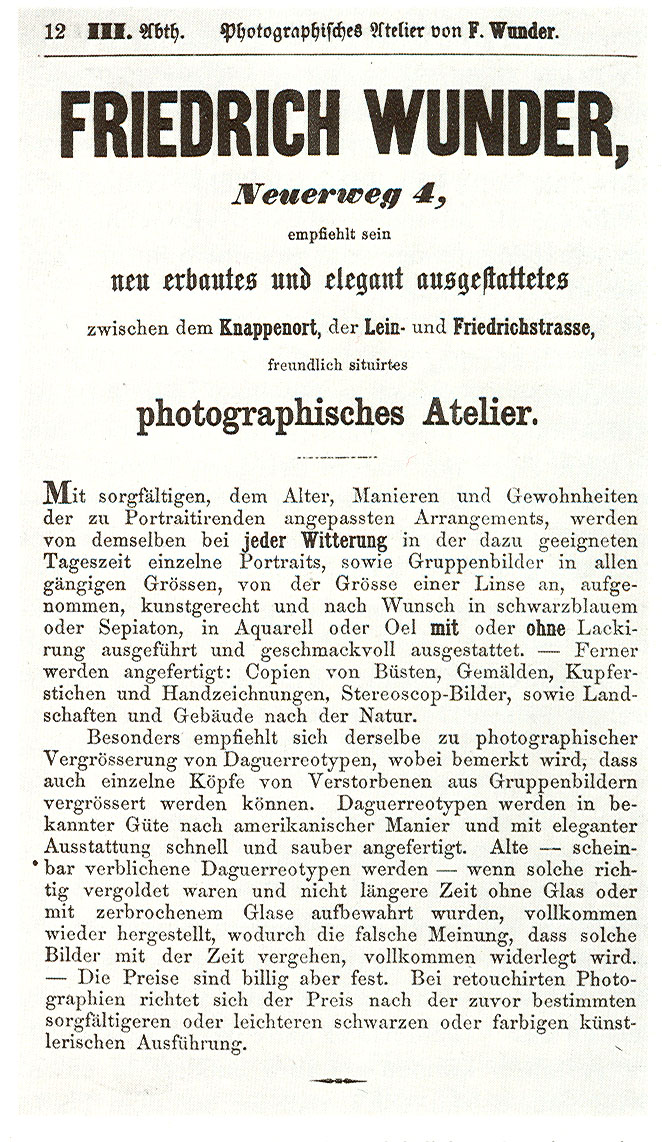
Werbeanzeige von Friedrich Karl Wunder

1849 inserierte Hannovers erster Fotograf Friedrich Karl Wunder ganzseitig noch als Daguerreotypist (erstmals 1847) unter der Rubrik „Geschäftsanzeiger“.
1866 erschien das Adressbuch der Königlichen Haupt- u. Residenzstadt Hannover letztmals mit der Angabe des selbständigen Königreichs.
Zum hundertjährigen Jubiläum der Erstausgabe von Ende 1796 gab der Herausgeber das Vorwort von 1798 als Faksimile wieder.

## Die Ausgabe von 2002
Die Ausgabe von 2002 bestand aus zwei Teilen.
Der Wirtschaftsteil enthielt:
- Behörden
- Vereine
- Firmen, Gewerbe und freie Berufe
- Branchenteil
- Handels- und Genossenschaftsregister

Der Einwohnerteil war gegliedert nach:
- Privatpersonen A–Z
- Straßen- und Häuserverzeichnis von mit Hauptwohnung gemeldeten Bürger ab dem 18. Lebensjahr

## Digitalisate

### Bei Genwiki
GenWiki hat bereits einige Adressbücher der Stadt Hannover vollständig gescannt, darunter die Ausgaben von
- 1849; Adressbuch der Königlichen Haupt- und Residenzstadt Hannover und ihrer Vorstädte für 1849. Verlag der Lamminger’schen Buchdruckerei / (Friedr. Klindworth) in Hannover, Hannover 1849.
- 1868; Adreßbuch der Königlichen Residenz-Stadt Hannover für 1868 mit dem Plane der Stadt. Hannover, Klindworth’s Verlag, 1868.
- 1872; Adreßbuch / Stadt- und Geschäfts-Handbuch der Königlichen Residenzstadt Hannover für 1872. Mit dem Plane der Stadt. Hannover, Klindworth’s Verlag, 1872.
- 1941; Adreßbuch der Stadt Hannover 1941. 139. Auflage unter Benutzung amtlicher städtischer Quellen / Beilage: Neuester Plan von Hannover / Verlag: August Scherl Nachfolger, Hannover 1941.
- 1960; Adressbuch der Hauptstadt Hannover 1960 unter Benutzung amtlicher und städtischer Quellen, Geleitwort von Oberbürgermeister August Holweg und Oberstadtdirektor Karl Wiechert, Verlag: Walter Dorn, Hannover 1960

### Beim Verein für Computergenealogie
Auf der Grundlage der Scans bei GenWiki hat der Verein für Computergenealogie deren Scans in online recherchierbare Datensätze übertragen, etwa
- für die Jahrgänge 1849 und 1868.

### Bei der Gottfried Wilhelm Leibniz Bibliothek
Vom Stadtarchiv erstellte Scans sind auf der Website der GWLB abrufbar:
- Hannoversche Adressbücher. In: Digitale Bibliothek der GWLB. Abgerufen am 23. Dezember 2022 (Jahrgänge 1798 – 1943).